# هزاع عمار
هزاع عمار عبد الحي (مواليد 26 سبتمبر 1999، لاعب كرة قدم إماراتي يجيد اللعب كحارس مرمى يلعب مع نادي الوحدة في دوري الخليج العربي الإماراتي.

## روابط خارجية
هزاع عمار